# Бокос
Бокос (также боккос, чала; англ. bokos, bokkos, alis i run, chala) — идиом западночадской ветви чадской семьи, распространённый в центральной Нигерии в западной части штата Плато.
Может рассматриваться как самостоятельный язык, так и как диалект языка рон.
В классификациях афразийских языков британского лингвиста Роджера Бленча (Roger Blench), в классификации, опубликованной в работе С. А. Бурлак и С. А. Старостина «Сравнительно-историческое языкознание», в классификации чешского лингвиста Вацлава Блажека (Václav Blažek) и в классификации чадских языков в статье В. Я. Порхомовского «Чадские языки», опубликованной в лингвистическом энциклопедическом словаре, бокос выделяется как отдельный язык.
В классификации, представленной в справочнике языков мира Ethnologue, бокос рассматривается как диалект языка рон. Кроме языка бокос к диалектам языка рон могут также относить языки даффо-бутура, нафунфья и шагаву.
Вместе с языками даффо-бутура, шагаву, ша, кулере, карфа, мундат, фьер и тамбас язык бокос в большинстве классификаций чадских языков включается в состав группы языков рон.
В классификации, представленной в справочнике Ethnologue, язык рон, в качестве диалекта которого рассматривается бокос, включён в число языков собственно рон подгруппы А4 группы А западночадской ветви.
Ареал идиома бокос размещён в восточной части области распространения языков (или диалектов) рон, к западу от ареала идиома бокос размещён ареал идиома даффо-бутура, а к западу от даффо-бутура — ареал шагаву (монгуна).